# دمسيسة شجيرية
الدمسيسة الشجرية أو أمبروزية شجيرية (الاسم العلمي: Ambrosia arborescens) هي نوع من النباتات تتبع جنس الدمسيسة من الفصيلة النجمية.